# Catedral de Le Puy-en-Velay
La catedral de Le Puy-en-Velay (en francés, Cathédrale Notre-Dame du Puy) es una catedral católica y un monumento nacional de Francia, en Le Puy-en-Velay, Auvernia. Ha sido centro de peregrinación por derecho propio desde antes de la época de Carlomagno, e igualmente forma parte de la ruta de peregrinación a Santiago de Compostela. Desde 1998 es parte del sitio Patrimonio de la Humanidad de la Unesco Caminos de Santiago en Francia. Es la sede del obispo de Le Puy.
La catedral  fue objeto de una clasificación al título de monumento histórico de Francia, parte de la segunda lista de monumentos históricos del país —la lista de monumentos históricos de 1862.
También es, desde 1998, uno de los bienes individuales incluidos en «Caminos de Santiago de Compostela en Francia», inscrito en el Patrimonio de la Humanidad de la Unesco (n.º ref. 868-021).

## Descripción del edificio

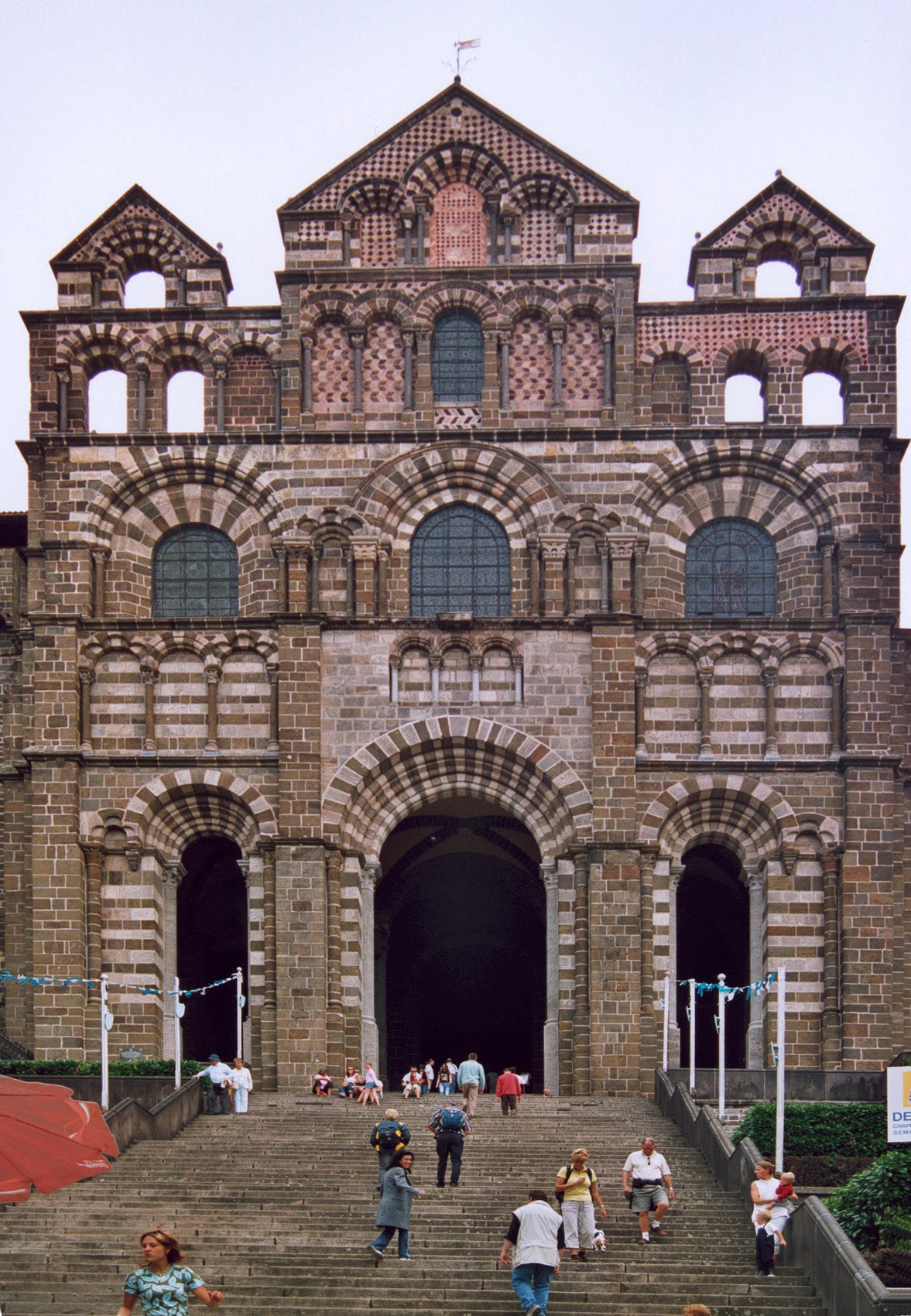
Fachada principal de la catedral, al oeste.

La catedral forma el punto más alto de la ciudad, alzándose desde el pie del Rocher Corneille, y contiene arquitectura de todos los períodos, desde el siglo V hasta el XV, lo que le da un aspecto muy individual. El grueso de la construcción, sin embargo, data de la primera mitad del siglo XII.
Anteriormente, el visitante pasaba a través de un porche que se alzaba fuera del edificio y, después de descender por debajo del pavimento, emergía a través de una escalera en frente del altar mayor; la escalera principal está hoy cubierta por un grosero abovedado que sirve de base para la mitad de la iglesia.
A la fachada, que es a rayas con tiras de arenisca blanca y brecha volcánica negra, se llega por un tramo de sesenta escalones, y está formada por tres órdenes: el inferior compuesto de tres altas arcadas que se abren al pórtico, que se extiende debajo de los primeros espacios de la nave; por encima hay tres ventanas centrales que iluminan la nave; por encima de ellos hay tres hastiales, uno el que queda al final de la nave, flanqueado por dos más de pantalla calados. La entrada del transepto sur está amparado por un bello porche románico. Tras el coro se alza un campanario románico separado de siete pisos.
Los espacios de la nave están cubiertos por cúpulas octogonales, la cúpula en el crucero forma una linterna; el coro y los brazos del transepto tienen bóveda de cañón.
Las cuatro galerías del llamativo claustro coloreadas se construyeron en el período carolingio al siglo XII. Está conectado con los restos de fortificaciones del siglo XIII que separaban el recinto de la catedral separados del resto de la ciudad. Cerca de la catedral, el baptisterio del siglo XI de San Juan está construido sobre cimientos romanos.

## Peregrinación

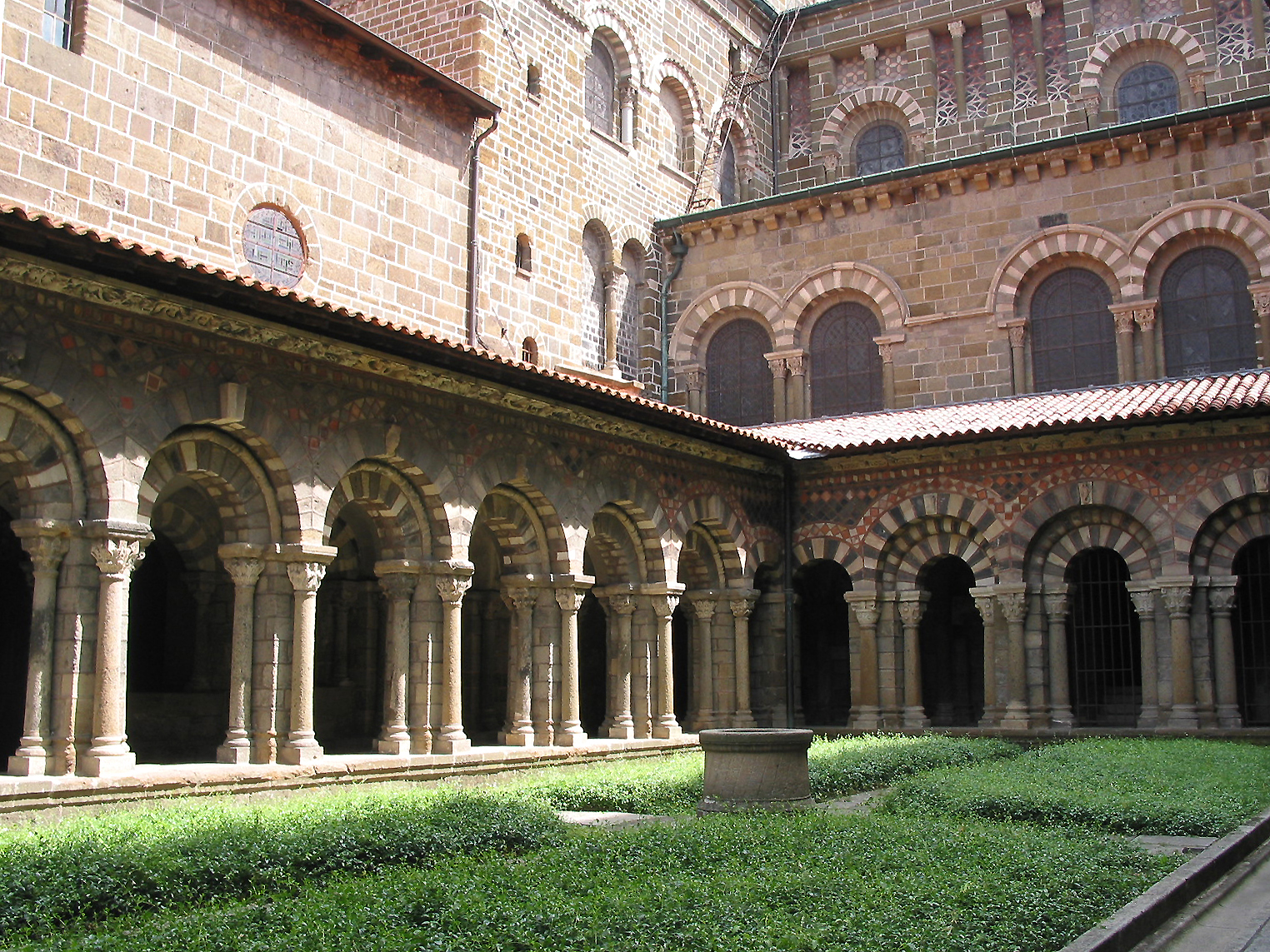
El claustro.

La catedral se convirtió muy pronto en centro del culto a Nuestra Señora y un lugar de peregrinación - Carlomagno peregrinó a Le Puy en dos ocasiones - lo que le proporcionó gran riqueza e influencia. Sus tesoros escaparon a los ataques de la guerra repetidamente a lo largo de los siglos hasta la Revolución francesa, cuando todos fueron destruidos, incluida la estatua en ébano de Nuestra Señora de Le Puy que había sido un regalo de San Luis.
Los peregrinos que comenzaban su viaje a Santiago de Compostela se reunían para ser bendecidos cada mañana.